# Dmitri Parkhachev
Dmitri Parkhachev (tiếng Nga: Дмитрий Пархачев; sinh 2 tháng 1 năm 1985) là một cầu thủ bóng đá thi đấu cho Gorodeya.

## Sự nghiệp
Parkhachev bắt đầu sự nghiệp thi đấu cho đội bóng Giải bóng đá ngoại hạng Belarus Dnepr-Transmash Mogilev, Dinamo Minsk và Dinamo Brest. Mùa hè 2007, anh gia nhập Azerbaijani câu lạc bộ Olimpik Baku. Mùa hè tiếp theo anh chuyển đến Kazakhstan, và thi đấu cho Vostok, Ordabasy và Tobol bằng những mùa giải thành công.
Parkhachev gia nhập Zhetysu vào tháng 7 năm 2010.

## Danh hiệu
Dinamo Minsk
- Vô địch Giải bóng đá ngoại hạng Belarus: 2004

Dinamo Brest
- Vô địch Cúp bóng đá Belarus: 2006–07

Tobol
- Vô địch Giải bóng đá ngoại hạng Kazakhstan: 2010